# Jon Brockman
Jonathan Rodney "Jon" Brockman (Snohomish, Washington; 20 de marzo de 1987) es un exjugador de baloncesto estadounidense, que disputó 7 temporadas como profesional, 3 de ellas en la NBA. Con 2,01 metros de altura, jugaba en la posición de pívot.

## Trayectoria deportiva

### Universidad
Jugó durante cuatro temporadas con los Huskies de la Universidad de Washington, en las que promedió 13,8 puntos y 9,8 rebotes por partido. Su debut no pudo ser mejor, consiguiendo un doble-doble ante Morgan State, con 17 puntos y 10 rebotes. Esa temporada acabó con 215 rebotes, la segunda mejor marca de un novato en la historia de la universidad.
Al año siguiente fue incluido por primera vez en el mejor quinteto de la Pacific Ten Conference, tras liderar a la conferencia en rebotes, con 9,6 por partido. Logró 15 dobles-dobles a lo largo de la temporada, destacando el conseguido ante Utah en el segundo partido del año, con 31 puntos y 18 rebotes.
Tras ser el jugador que más dobles-dobles hizo en toda su conferencia en su tercera temporada, el último año logró de nuevo ser incluido en el mejor quinteto de la Pac-10, acabando su carrera de universitario como el único huskie de la historia en lograr más de 1800 puntos y más de 1200 rebotes.

### Profesional
Fue elegido en la trigésimo octava posición del Draft de la NBA de 2009 por Portland Trail Blazers, siendo traspasado inmediatamente a Sacramento Kings junto con Sergio Rodríguez a cambio de los derechos del draft sobre la elección 31, Jeff Pendergraph. En septiembre de 2009 firmó contrato con los Kings.
El 21 de julio de 2010 fue traspasado a Milwaukee Bucks por Darnell Jackson y una segunda ronda del draft de 2011.
El 27 de junio de 2012 fue traspasado a Houston Rockets, junto con Jon Leuer, Shaun Livingston y la 12.ª elección del Draft de 2012 a cambio de Samuel Dalembert y la 14.ª elección del Draft de la NBA de 2012. Pero el 29 de octubre fue cortado por los Rockets.
El 18 de noviembre de 2012, firmó con el Limoges CSP de la liga francesa, para lo que restaba de temporada 2012–13.
En verano de 2013, iba a disputar la Summer League con New Orleans Pelicans. Pero finalmente, el 6 de junio de 2013, firmó con Élan Chalon también de la liga francesa.
El 1 de noviembre de 2014, firmó con el club alemán MHP Riesen Ludwigsburg.

## Estadísticas de su carrera en la NBA

### Temporada regular
| Año     | Equipo     | PJ  | PT | MPP  | %TC  | %3P  | %TL  | RPP | APP | ROB | TPP | PPP |
| ------- | ---------- | --- | -- | ---- | ---- | ---- | ---- | --- | --- | --- | --- | --- |
| 2009–10 | Sacramento | 52  | 4  | 12.6 | .534 | .000 | .597 | 4.1 | .4  | .3  | .1  | 2.8 |
| 2010–11 | Milwaukee  | 63  | 6  | 10.7 | .511 | .000 | .678 | 2.9 | .3  | .2  | .0  | 2.2 |
| 2011–12 | Milwaukee  | 35  | 0  | 6.8  | .333 | .000 | .467 | 2.1 | .3  | .1  | .0  | 1.1 |
| Total   | Total      | 150 | 10 | 10.5 | .488 | .000 | .618 | 3.1 | .3  | .2  | .1  | 2.1 |